# Indiana Jones e il quadrante del destino
Indiana Jones e il quadrante del destino (Indiana Jones and the Dial of Destiny) è un film del 2023 co-scritto e diretto da James Mangold.
La pellicola è il sequel di Indiana Jones e il regno del teschio di cristallo (2008) e il quinto e ultimo film del franchise di Indiana Jones.
È il primo e unico film della serie né diretto da Steven Spielberg, né con una storia scritta da George Lucas, i quali però figurano come produttori esecutivi. È anche il primo e unico film della serie a non essere distribuito dalla Paramount, poiché la Disney ha acquisito i diritti del film in seguito all'acquisizione della Lucasfilm; tuttavia, come compenso di tale accordo, la Paramount ha mantenuto i diritti di distribuzione dei primi quattro film e un residuo credito associato. Le musiche sono di John Williams. Harrison Ford veste i panni del protagonista, John Rhys-Davies riprende il ruolo di Sallah e troviamo sempre Marion Ravenwood interpretata da Karen Allen, mentre i nuovi personaggi sono interpretati da Phoebe Waller-Bridge, Mads Mikkelsen, Boyd Holbrook, Thomas Kretschmann, Toby Jones e Antonio Banderas. È assente Shia LaBeouf per una serie di problemi avuti su altri set e dichiarazioni precedenti: infatti il personaggio di Henry Mutt, figlio di Indiana Jones, viene raccontato come sia morto arruolandosi in guerra.
Lucas ha iniziato a ricercare potenziali espedienti per la trama già nel 2008, anche se poi il progetto si è bloccato per anni. Ha poi passato il progetto alla produttrice Kathleen Kennedy nel 2012, quando è diventata presidente della Lucasfilm. I progressi su un quinto capitolo della saga sono rimasti inattivi mentre la società lavorava alla trilogia di sequel di Guerre stellari. David Koepp è stato infine assunto per scrivere il quinto film nel 2016, con una data di uscita fissata per il 2019, anche se questo è stato ritardato più volte a causa delle riscritture della sceneggiatura. Jonathan Kasdan è stato assunto per sostituire Koepp nel 2018 e Koepp stava lavorando di nuovo alla sceneggiatura nel 2019, prima di abbandonare il progetto. Spielberg avrebbe dovuto dirigere il film, ma si è dimesso nel febbraio del 2020, rimpiazzato da Mangold. Le riprese sono incominciate nel giugno del 2021 per concludersi nel febbraio del 2022; le location della pellicola includono Regno Unito, Italia e Marocco.
Il film è stato presentato in anteprima fuori concorso alla 76ª edizione del Festival di Cannes il 18 maggio 2023 ed è stato distribuito nelle sale a partire dal 30 giugno. Il film ha ricevuto recensioni generalmente positive da parte della critica, incassando globalmente 383 milioni di dollari. Con un budget di produzione di $ 295 milioni, è il film più costoso della serie di Indiana Jones ed uno dei più costosi della storia del cinema. Il film è stato considerato un flop al botteghino e ha comportato una perdita di circa $ 100 milioni per la Disney.

## Trama
Germania, 1944. Indiana Jones viene catturato dai nazisti mentre tenta di recuperare un manufatto rubato, la lancia di Longino, che si presume sia la lancia che trafisse Gesù Cristo durante la crocifissione. Il dottor Jürgen Voller, un astrofisico tedesco, fa rapporto ai suoi superiori e tenta di convincerli che ha trovato un artefatto molto più prezioso e potente, il meccanismo di Antikytera, o Quadrante del destino, un marchingegno inventato dal matematico siracusano Archimede nel III secolo a.C., in grado di localizzare fessure temporali. Jones fugge grazie ad una bomba alleata che cade nel luogo in cui è prigioniero, liberandolo, e sale su un treno stipato di reperti e di opere d'arte di inestimabile valore che i nazisti stanno tentando di portare in un luogo sicuro. Dopo aver stabilito che la lancia è un falso e aver acquisito il Quadrante, fugge dal treno poco prima che un ponte ferroviario venga distrutto dai bombardieri alleati, causando il deragliamento del treno. Viene raggiunto da Basil Shaw, un collega archeologo insegnante a Oxford, che rimane profondamente affascinato dalla natura del Quadrante, e perciò Indy decide di lasciarglielo.
13 agosto 1969. Jones viene svegliato nel suo appartamento a Manhattan da un giovane vicino che sta festeggiando il ritorno degli astronauti dell'Apollo 11 dalla Luna eseguendo a tutto volume Magical Mystery Tour dei Beatles. Viene rivelato che lui e sua moglie Marion Ravenwood sono ora separati. Jones insegna in una vicina università, dove però gli studenti non sono interessati all'archeologia. Essendo prossimo alla pensione, i suoi colleghi lo salutano con una festa a sorpresa; uno scoraggiato Jones si reca in un bar vicino per annegare i suoi dispiaceri, mentre i cittadini di New York si riuniscono per una parata in onore degli astronauti. Qui viene raggiunto da Helena Shaw, figlia di Basil Shaw e sua figlioccia, che non vede da 18 anni. La ragazza riferisce a Jones che suo padre è deceduto dopo aver studiato per anni il Quadrante, ricerca che ora Helena sta cercando di portare a termine per il suo dottorato. Jones le dice che il Quadrante è stato diviso in due parti e i due recuperano il primo pezzo del Quadrante, lo stesso che Jones aveva ricevuto da Basil l'ultima volta che aveva visto lui e Helena e che aveva promesso di distruggere, ma in realtà aveva solo nascosto in un magazzino universitario. Lì vengono raggiunti e attaccati da Voller, sopravvissuto al deragliamento del treno e che dopo la guerra ha lavorato con grandi risultati per la NASA sotto il nome di Dr. Schmidt, e da un gruppo di suoi scagnozzi, i quali uccidono i presenti per non lasciare testimoni. Helena fugge con il pezzo e Jones, dopo essere stato catturato, riesce dapprima a fuggire durante la parata che celebra gli astronauti, poi a cavallo scende nella metropolitana di New York prima di saltare su un treno, mettendosi in salvo.
In fuga e accusato ingiustamente di aver ucciso i suoi colleghi dal NYPD, Jones è aiutato da Sallah, ora un rifugiato che vive a New York con la sua famiglia lavorando come tassista, che gli rivela che Helena è stata in prigione ed è una trafficante di reperti archeologici. Jones decide di volare a Tangeri, dove Helena ha portato la prima parte del Quadrante per venderla al miglior offerente a un'asta nell'Hotel L'Atlantique. Dopo che Jones incontra il giovane aiutante della donna, Teddy Kumar, arrivano Voller e i suoi scagnozzi: ne segue una rissa, dove lo scienziato tedesco ruba il pezzo e il trio scappa, dando vita ad un inseguimento per le strade della città su un tuk-tuk. Jones convince Helena che non può vendere un manufatto così prezioso e potenzialmente pericoloso, ma che devono recuperarlo; la ragazza però rivela di aver memorizzato le ricerche del padre e quindi sa dove si trova la nave affondata, dove venne rinvenuto il primo pezzo. Voller, invece, viene arrestato da agenti segreti americani, perché il governo non intende più aiutarlo dopo quanto successo a New York; lo scienziato si rifiuta però di tornare in America e, uccisi gli americani, dirotta l'aereo.
Il trio si reca ad Atene, dove incontra Renaldo, un vecchio amico di Jones, esperto subacqueo. Mentre attendono di immergersi tra i resti di una nave romana per cercare il “Grafikos” artefatto che permette di localizzare la seconda metà del quadrante, Jones rivela a Helena che lui e Marion si sono separati a causa della morte del loro figlio Henry "Mutt" Jones III, che aveva deciso di arruolarsi nella guerra del Vietnam. Indy non era stato in grado di consolare la moglie in lutto e si era concentrato sul suo lavoro all'università, portandola a chiedere il divorzio. Indy, Helena e Renaldo si immergono sul fondale dell'Egeo e recuperano il Grafikos, combattendo contro feroci anguille che spaventano Jones perché assomigliano a serpenti. Nel frattempo Voller e i suoi scagnozzi abbordano la nave, uccidendo Renaldo ed il resto della ciurma per costringere i due archeologi a tradurre il codice, criptato tramite quadrato di Polibio, e rivelare la posizione della seconda metà del quadrante. È Helena a farlo, in cambio di denaro, ma la donna traduce in maniera ambigua dal greco antico, facendo credere a Voller che la tomba di Archimede si trovi ad Alessandria d'Egitto. Approfittando di una distrazione dei nazisti, accende un candelotto di dinamite per permettere a lei, Indy e Teddy di fuggire con la barca di Voller, danneggiando quella di Renaldo. Una volta in fuga, Jones dà fuoco alla tavoletta di cera e legno su cui era inciso il codice, che al suo interno nasconde un ulteriore messaggio.
I nazisti, compreso l'inganno, seguono il trio in Sicilia, a Siracusa, dove nella grotta dell’orecchio di Dionisio scoprono la seconda metà del Quadrante dentro la tomba di Archimede, notando inoltre che è stata incisa una "fenice con le eliche" sul sarcofago e che lo scheletro del matematico indossa un moderno orologio da polso, segni che la sua invenzione ha funzionato permettendo il viaggio nel tempo. I due vengono raggiunti da Voller e Jones si sacrifica per far fuggire gli altri, venendo catturato dopo essere stato ferito da una pallottola. In possesso di tutte e due le parti del Quadrante, Voller lo riassembla e sale su un aereo con Jones prigioniero e un gruppo di ex-nazisti: il piano di Voller è volare nel passato attraverso una fessura spazio-temporale apertasi durante una tempesta in corso, dopo averne determinato le coordinate aeree con il Quadrante, e uccidere Adolf Hitler a Monaco il 20 agosto 1939, pochi giorni prima dell'inizio della seconda guerra mondiale: spera che questo cambierà il corso della storia, avendo studiato ogni errore che portò la Germania a perdere la guerra. Con Hitler non più al comando, crede che un leader migliore sorgerà e condurrà il suo paese alla vittoria. Helena riesce a intrufolarsi a bordo attraverso il carrello prima che decolli per il viaggio nel tempo, mentre Teddy e un pilota, che dormiva a bordo di un altro piccolo aereo, li seguono nel portale spazio-temporale. Poco prima di entrare nella fessura Jones intuisce come Voller abbia commesso un errore, non prendendo in considerazione nei suoi calcoli la deriva dei continenti, fenomeno sconosciuto ai tempi di Archimede, rendendo imprevedibile la destinazione delle coordinate, che risultano sfasate rispetto a quando il meccanismo era stato programmato, duemila anni prima. Invece che nel 1939, i due aerei finiscono infatti nel 212 a.C., durante l’assedio di Siracusa.
Jones ed Helena combattono i nazisti mentre l'aereo viene gravemente danneggiato dalle armi lanciate contro di esso dai soldati romani sottostanti, che lo scambiano per un drago dei siracusani. I due scappano con un paracadute prima che l'aereo si schianti, mentre Voller, Klaber e i suoi colleghi restano uccisi. Jones chiede a Helena di lasciarlo indietro e di permettergli di trascorrere i suoi ultimi giorni vivendo nel passato, diventando letteralmente parte della storia antica, poiché sente di non appartenere più al suo presente. Rendendosi conto che ciò potrebbe avere un impatto drammatico sugli eventi futuri e creare un paradosso, la donna gli intima di salire sull'altro aereo. I due hanno una breve conversazione con Archimede, fuggito dalla sua officina per indagare sull'incidente aereo con due assistenti (dove ha recuperato l'orologio di Voller, lo stesso che indosserà nella tomba, e riconoscendo gli aerei come "fenici con le eliche", lo stesso animale inciso sul suo sarcofago); i due intuiscono quindi come l'inventore abbia progettato il Quadrante per individuare esclusivamente le fessure spazio-temporali in grado di condurre alla sua epoca, in modo da venire in contatto coi viaggiatori del futuro e rendendo quindi vano ogni tentativo di raggiungere altre destinazioni temporali. Helena mette fuori combattimento Jones con un pugno sferrato di sorpresa e i due tornano così al 1969 con il piccolo aereo di Teddy. Jones si risveglia nel suo appartamento di Manhattan dove la ragazza lo saluta: a loro si uniscono presto Sallah, i suoi nipoti e anche Marion, che ha deciso di tornare al fianco di Jones. Mentre gli altri vanno a prendere un gelato, Marion e Indy si riconciliano, ricordando una conversazione sulle ferite di Jones su una nave durante gli eventi del primo film.

## Produzione

### Sviluppo
Nell'aprile 2008 Harrison Ford disse che sarebbe tornato nei panni di Indiana Jones per un quinto film se non ci fossero voluti altri vent'anni per svilupparlo, riferendosi al lungo sviluppo di Indiana Jones e il regno del teschio di cristallo, uscito un mese dopo. Tale film introdusse il personaggio Mutt Williams, interpretato da Shia LaBeouf. Il produttore George Lucas ha suggerito l'idea di rendere Williams il personaggio principale in un quinto film, ma in seguito ha deciso di non farlo. Lucas ha detto che l'età di Ford non sarebbe un problema per fare un altro film, dicendo "non è come se fosse un vecchio. È incredibilmente agile; ha un aspetto ancora migliore di 20 anni fa".
Lucas ha iniziato a ricercare potenziali espedienti della trama per un altro film nel 2008 e ha dichiarato che Steven Spielberg era disponibile a dirigerlo, come aveva fatto per i film precedenti. Spiegando il processo per ogni film, Ford ha detto: "Arriviamo a un accordo di base e poi George se ne va per molto tempo e ci lavora. Poi Steven e io lo otteniamo in qualche forma, una forma embrionale. Poi, se ci piace, iniziamo a lavorarci con George e ad un certo punto è pronto e lo facciamo".
Nell'ottobre 2012, The Walt Disney Company ha acquisito Lucasfilm, conferendo alla società madre i diritti d'autore di Indiana Jones. Nel dicembre 2013, la Disney ha acquistato i diritti di distribuzione e marketing dei futuri film di Indiana Jones dalla Paramount Pictures. Con la vendita del 2012, Lucas passò Indiana Jones 5 al nuovo presidente della Lucasfilm Kathleen Kennedy. La Lucasfilm ha pianificato di concentrarsi sul franchise di Guerre stellari prima di lavorare su un quinto film di Indiana Jones. Nel maggio 2015, Kennedy confermò che la Lucasfilm alla fine avrebbe realizzato un altro film di Indiana Jones. Kennedy, Spielberg e Ford avevano discusso un paio di idee per la storia alla fine del 2015.

### Pre-produzione
Nel marzo 2016, la Disney ha annunciato che il quinto film sarebbe uscito il 19 luglio 2019, con Ford che riprendeva il suo ruolo. Spielberg avrebbe diretto il film, con Kennedy e Marshall come produttori. Marshall ha detto che il film era all'inizio della pre-produzione. Un MacGuffin era stato scelto per il film, e il lavoro sulla sceneggiatura iniziò pochi mesi dopo, con David Koepp come sceneggiatore. La storia è stata concepita da Koepp e Spielberg. Spielberg ha detto che il personaggio del titolo non sarebbe stato ucciso durante gli eventi del film. Marshall ha affermato che la storia sarebbe continuata da dove era finito il film precedente. Inizialmente fu riferito che Lucas non sarebbe stato coinvolto nel progetto, anche se in seguito Spielberg disse che Lucas sarebbe stato produttore esecutivo: "Ovviamente non farei mai un film di Indiana Jones senza George Lucas. Sarebbe folle". Nello stesso anno, fu annunciato che Lucas non avrebbe avuto alcun coinvolgimento, con Marshall che affermava "la vita cambia e stiamo andando avanti".
Nel 2017, la data di uscita del film è stata posticipata al 2020, poiché Spielberg era impegnato a lavorare su The Post (2017) e Ready Player One (2018). Koepp ha detto "abbiamo una sceneggiatura di cui siamo per lo più soddisfatti" e ha confermato che il personaggio di LaBeouf, Mutt Williams, non sarebbe apparso nel film. Spielberg annunciò Indiana Jones 5 come suo prossimo film, con l'inizio della produzione nel Regno Unito nell'aprile 2019. Tuttavia, le riprese sono state posticipate, poiché una sceneggiatura finale doveva ancora essere approvata. All'inizio del 2018, Lucasfilm ha incontrato gli sceneggiatori Scott Beck e Bryan Woods per un "discorso aperto" che includeva il franchise di Indiana Jones e Guerre stellari. Beck ha dichiarato di aver preso in considerazione l'idea di scrivere il prossimo film di Indiana Jones, ma che alla fine lui e Woods erano più interessati a creare un franchise originale. Marshall ha detto che molte persone avevano idee per il film. Jon Kasdan è stato infine assunto per sostituire Koepp a metà del 2018, e una nuova data di uscita è stata fissata per il 2021.
Nel maggio 2019, è stato riferito che Kasdan aveva scritto una storia originale completamente nuova, erroneamente ritenuta coinvolgere la leggenda del treno d'oro nazista, ma che il suo lavoro era stato ora sostituito da Dan Fogelman la cui sceneggiatura utilizzava "una premessa completamente diversa". Nel settembre 2019, Koepp ha annunciato di essersi unito nuovamente alla produzione come sceneggiatore, affermando che i realizzatori avevano "una buona idea questa volta". Koepp alla fine ha scritto due versioni del film, ma nessuna delle due è stata approvata. Ha detto che gli sforzi per produrre il film erano falliti a causa del disaccordo tra Spielberg, Ford e Disney riguardo alla sceneggiatura. Ford in seguito disse che la sceneggiatura mostrava "nuovi sviluppi nella vita di Indiana Jones, nelle sue relazioni" e risolveva "parte della sua storia".
Nel febbraio 2020, Spielberg si è dimesso da regista, poiché voleva passare la serie di film a un nuovo regista per una nuova prospettiva. Spielberg rimarrebbe come produttore esecutivo. Le riprese dovevano iniziare nel 2020, sebbene l'uscita del film sia stata successivamente posticipata al 2022 e infine al 2023. James Mangold è stato confermato come regista nel maggio 2020, quando ha iniziato a lavorare su una nuova sceneggiatura. Ford suggerì a Spielberg e Kennedy di assumere Mangold per coprire le funzioni di regia, a causa della loro amicizia già esistente, dovuta al fatto che Mangold gli aveva offerto una parte in Ford v Ferrari (2019) e che i due avevano lavorato insieme in Il richiamo della foresta (2020). Mangold ha scritto la nuova sceneggiatura con Jez e John-Henry Butterworth, che avevano già lavorato con lui in Ford v Ferrari. Si consultò con Lucas e Spielberg.

### Casting
Nonostante l'età di Ford, Marshall e Spielberg hanno escluso la possibilità di riformulare il suo personaggio. Ford disse: "Sono Indiana Jones. Quando me ne vado, lui se ne va". Il regno del teschio di cristallo finì positivamente per Indiana Jones, con il suo matrimonio con Marion Ravenwood. Tuttavia, Ford non vedeva necessariamente il film come un finale definitivo per Jones, desiderando realizzare un altro film che potesse espandere il personaggio e concludere il suo viaggio.
Nell'aprile 2021, Phoebe Waller-Bridge, Mads Mikkelsen e Thomas Kretschmann sono stati scelti per ruoli sconosciuti. Boyd Holbrook e Shaunette Renée Wilson sarebbero stati aggiunti il mese successivo. John Rhys-Davies ha ripreso il ruolo di Sallah per la prima volta da Indiana Jones e l'ultima crociata (1989). Anche Karen Allen era interessata a riprendere il suo ruolo di Marion, notando che lei e Jones erano sposati nel film precedente "quindi sarebbe difficile, credo, andare avanti senza di lei". Allo stesso modo, nonostante non abbia sentito nulla da Spielberg in merito a un potenziale ritorno per lui, Jim Broadbent ha espresso la volontà di riprendere il ruolo di Charles Stanforth da Il regno del teschio di cristallo. Nel luglio 2021, Antonio Banderas è stato scelto per il film, interpretando un alleato di Indiana Jones.

### Riprese
Sebbene Il regno del teschio di cristallo sia stato girato in gran parte negli Stati Uniti, Marshall ha affermato che il quinto film sarebbe tornato in una gamma globale di location delle riprese come i film precedenti. Mangold era contrario all'utilizzo della tecnologia di produzione virtuale sviluppata dalla Industrial Light & Magic di Lucasfilm per The Mandalorian, volendo fare affidamento principalmente su effetti speciali dal vivo. Le riprese principali sono iniziate nel Regno Unito il 4 giugno 2021. I luoghi delle riprese includono i Pinewood Studios e il castello di Bamburgh. Le scene sono state girate anche vicino a Grosmont, dove è stata girata una sequenza d'azione che coinvolge la controfigura di Ford e sul set sono state viste repliche di veicoli militari nazisti della seconda guerra mondiale. Lo stesso Ford è stato avvistato a Grosmont il 7 giugno 2021, girando nel villaggio scozzese di Glencoe. Altre località scozzesi includevano Biggar, nel Lanarkshire Meridionale.

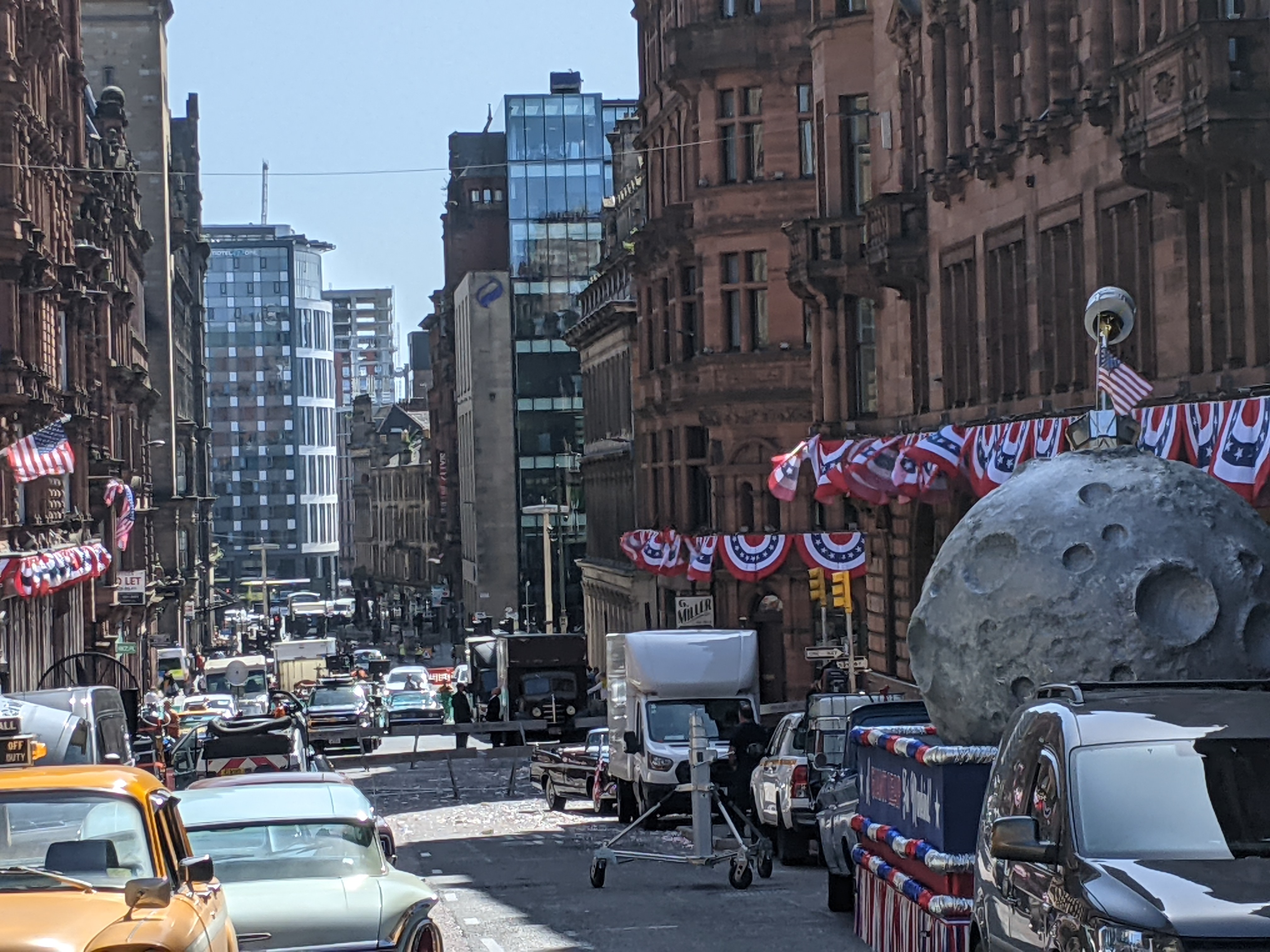
Le riprese della parata a Glasgow.

A giugno, le riprese in esterni si sono spostate a Londra, dove una strada di Hackney era fiancheggiata da auto d'epoca. Le riprese si sono svolte anche all'interno di una residenza privata che sarebbe stata scelta per i suoi interni in stile d'epoca. Il 23 giugno, secondo quanto riferito, Ford si era infortunato alla spalla durante le prove di una scena di combattimento ed è stato annunciato che la troupe di produzione avrebbe girato intorno alla sua guarigione. A luglio, le riprese si sono spostate nel centro di Glasgow, che è stato trasformato per assomigliare a New York City. Una controfigura di Ford, Mike Massa, si è esibita durante le riprese a Glasgow. Holbrook e Waller-Bridge erano sul set. Le riprese a Glasgow sono durate due settimane. Ford ha ripreso a girare nel settembre 2021.
A ottobre, la produzione si spostò in Sicilia, in Italia. Le riprese italiane includevano quasi 600 membri della troupe. Le riprese sono iniziate a Siracusa presso l'Orecchio di Dionisio e La Grotta dei Cordari nel Parco archeologico della Neapolis e al castello Maniace per proseguire a Cefalù. Poi presso la Tonnara del Secco a San Vito Lo Capo, Castellammare del Golfo, alla riserva naturale orientata Isole dello Stagnone di Marsala, a Marsala e infine al tempio di Segesta nell'Area archeologica di Segesta a Calatafimi Segesta.
Altre riprese sono avvenute a Fès, in Marocco, nel novembre 2021. Il 4 novembre un cameraman di nome Nic Cupac è stato trovato morto nella sua camera d'albergo in Marocco; la Disney ha dichiarato che la sua morte non era legata alla produzione. Le riprese sono state completate il 26 febbraio 2022.

### Effetti speciali
Per il prologo del film, ambientato nel 1944, sono stati impiegati 100 artisti della ILM, che hanno lavorato tre anni per ringiovanire digitalmente Harrison Ford. L’apprendimento automatico è stato uno degli strumenti impiegati dalla ILM per la sua tecnologia di ringiovanimento fotorealistico (chiamata FaceSwap), implementata proprio per questo film. Andrew Whitehurst e Robert Weaver sono stati i due supervisori agli effetti visivi, e hanno spiegato a Variety che FaceSwap permette di fondere una testa completamente generata digitalmente con elementi estratti dalle riprese dal vivo e materiali di riferimento dei film precedenti di Indiana Jones. Gli artisti avevano a disposizione una scansione 3D della testa di Harrison Ford, che hanno utilizzato per poi costruire una versione CGI ringiovanita, aiutandosi con materiali d’archivio.
Con un costo di produzione di $295 milioni di dollari e una spesa promozionale stimata in circa altri 100 milioni, il film è tra più costosi della storia del cinema.

## Colonna sonora
Nel giugno 2016, Spielberg ha confermato che John Williams, autore della colonna sonora dei film precedenti della serie Indiana Jones, sarebbe tornato a comporre la musica per il quinto film. Nel 2022, Williams ha dichiarato che sarebbe stata la sua colonna sonora finale, a seguito dei piani per il ritiro. Williams ha presentato in anteprima una delle sue composizioni, Helena's Theme, all'Hollywood Bowl il 2 settembre 2022, su richiesta di Mangold.
Il brano sul personaggio di Helena per il film, Helena’s Theme (For Violin and Orchestra), suonato dalla violinista Anne-Sophie Mutter, è uscita come singolo il 23 giugno 2023.
La colonna sonora è stata pubblicata dalla Walt Disney Records il 28 giugno 2023 in formato digitale e il 9 agosto 2023 in formato CD e vinile.

### Album

#### Tracce
Musiche di John Williams.
1. Prologue to Indiana Jones and the Dial of Destiny – 6:00
2. Helena’s Theme – 3:28
3. Germany, 1944 – 4:41
4. To Morocco – 3:20
5. Voller Returns – 3:05
6. Auction at Hotel L’Atlantique – 2:57
7. Tuk Tuk in Tangiers – 3:34
8. To Athens – 2:16
9. Perils of the Deep – 2:29
10. Water Ballet – 4:51
11. Polybius Cipher – 2:38
12. The Grafikos – 4:39
13. Archimedes’ Tomb – 3:01
14. The Airport – 4:45
15. Battle of Syracuse – 2:49
16. Centuries Join Hands – 3:01
17. New York, 1969 – 4:17
18. John Williams e Anne-Sophie Mutter – Helena’s Theme (For Violin and Orchestra) – 4:58

## Promozione
Il 26 maggio 2022, durante l'evento Star Wars Celebration Anaheim 2022 a Anaheim è stata presentata la prima foto con Harrison Ford nei panni di Indiana Jones in una caverna.
Il primo teaser trailer è stato presentato solo in anteprima al D23 Expo 2022 avvenuto tra il 9 e 10 settembre 2022.
Il 18 novembre dello stesso anno sono state pubblicate le prime immagini ufficiali del film tramite la rivista cinematografica inglese Empire.
Il 1º dicembre 2022 è stato pubblicato il teaser trailer in lingua originale con il titolo ufficiale mentre il teaser trailer in italiano è stato pubblicato il giorno dopo.
Il titolo inizialmente scelto per la distribuzione italiana era Indiana Jones e la ruota del destino, cambiato successivamente nel marzo 2023.
Il 13 febbraio 2023, in occasione del Super Bowl LVII è stato pubblicato un nuovo spot.
Il 7 aprile 2023 in occasione della Star Wars Celebration Europe 2023 di Londra la Lucasfilm ha diffuso il trailer e la locandina ufficiale del film.

## Distribuzione

### Data di uscita

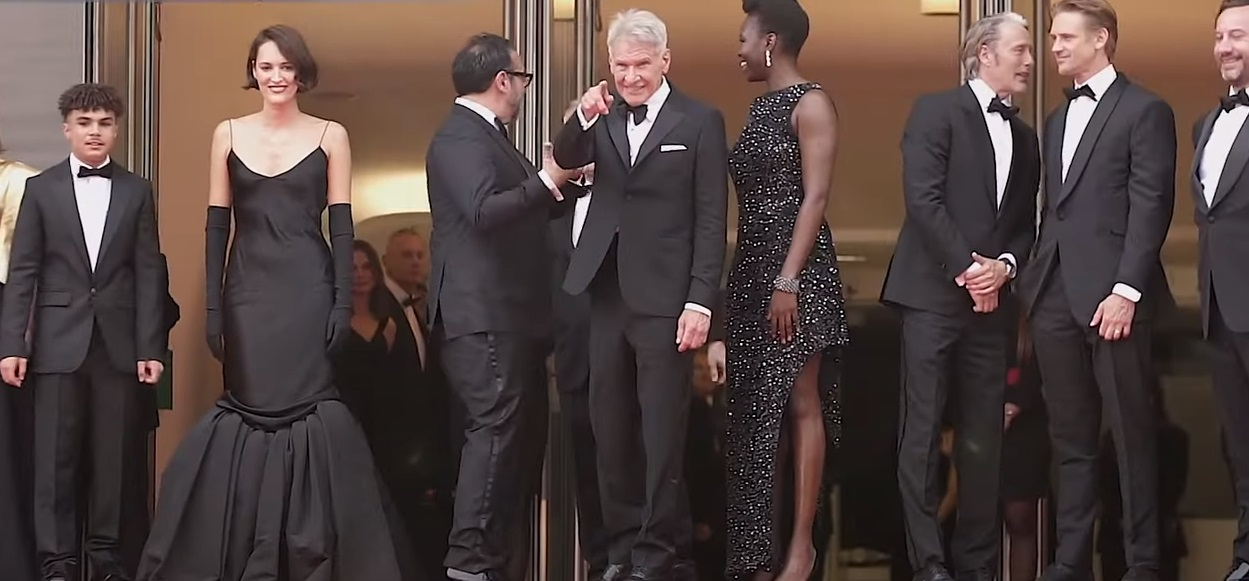
Il cast di Indiana Jones e il quadrante del destino alla presentazione del film al Festival di Cannes 2023

L'uscita del film ha subito vari ritardi causati da battute d'arresto della produzione e dalla pandemia di COVID-19.
La presentazione del film è avvenuta il 18 maggio 2023, in anteprima mondiale fuori concorso al Festival di Cannes 2023.
La première statunitense del film si è svolta il 14 giugno 2023 al Dolby Theatre di Los Angeles.
Il 25 giugno 2023 alla 69ª edizione del Taormina Film Fest, il film è stato presentato nel Teatro Antico in anteprima italiana.
La première britannica si è svolta il 26 giugno 2023 all'Odeon Leicester Square di Londra.
Il film è uscito nelle sale italiane il 28 giugno 2023 e in quelle statunitensi il 30 giugno.

### Edizione italiana
Il titolo italiano era inizialmente Indiana Jones e la ruota del destino,, poi cambiato prima della distribuzione del film.
Nell'edizione italiana, rispetto al primo e al terzo capitolo della serie è stato cambiato il doppiatore di Sallah, che da Renato Mori (morto nel 2014) è passato a Stefano De Sando.
Il doppiaggio italiano e la sonorizzazione della pellicola sono stati eseguiti dalla PumaisDue srl; la direzione e i dialoghi sono stati affidati a Fiamma Izzo, con la supervisione artistica di Lavinia Fenu.

### Edizioni home video
Il film è stato reso disponibile nel mercato digitale a partire dal 29 agosto 2023, arrivando in cima alla classifica dei film più acquistati su iTunes, Vudu e Google Play.
Dall'1 dicembre 2023 negli Stati Uniti mentre in Italia dal 15 dicembre è stato reso disponibile sul servizio di streaming Disney+ e il 5 dicembre il film è stato distribuito in formato DVD, Blu-ray, 4K Blu-ray.

## Accoglienza

### Incassi
Nei primi tre giorni di programmazione, il film ha incassato $ 60 milioni negli Stati Uniti e in Canada e $ 70 milioni nel resto del mondo, per un incasso complessivo di $ 130 milioni; diversi analisti del settore hanno attribuito il debutto deludente all'accoglienza tiepida da parte della critica, nonostante un maggiore apprezzamento da parte del pubblico.
Il film ha incassato 174480468 $ in Nord America e 209482589 $ nel resto del mondo, per un incasso complessivo di 383963057 $ e una perdita stimata di circa 100 milioni in virtù degli alti costi di produzione e promozione.

### Critica
Il film ha ricevuto recensioni generalmente positive. Sul sito di recensioni Rotten Tomatoes il film ha un indice di gradimento del 70% sulla base di 435 recensioni con un voto medio di 6,4 su 10; il consenso critico cita: «Non è elettrizzante come le avventure precedenti, ma l'emozione nostalgica nel vedere Harrison Ford di nuovo in azione aiuta Indiana Jones e il quadrante del destino a trovare alcuni frammenti finali di tesoro cinematografico». Su Metacritic ha un punteggio di 58 su 100 basato su 65 recensioni.

## Riconoscimenti
- 2024 – Premio Oscar[140]
  - Candidatura per la migliore colonna sonora a John Williams
- 2024 – Screen Actors Guild Award[141]
  - Candidatura alle migliori controfigure cinematografiche
- 2024 – Saturn Award[142]
  - Miglior film fantasy
  - Miglior attore a Harrison Ford
  - Miglior colonna sonora a John Williams
  - Candidatura alla miglior regia a James Mangold
  - Candidatura al miglior montaggio a Andrew Buckland, Michael McCusker e Dirk Westervelt
  - Candidatura al miglior attore non protagonista a Mads Mikkelsen
  - Candidatura alla miglior attrice non protagonista a Phoebe Waller-Bridge
  - Candidatura ai migliori costumi a Joanna Johnston
  - Candidatura ai migliori effetti speciali a Andrew Whitehurst, Kathy Siegel, Robert Weaver e Alistair Williams
- 2024 – Grammy Award[143]
  - Candidatura per miglior colonna sonora per i media visivi a John Williams
  - Miglior composizione strumentale a John Williams per Helena's Theme
- 2023 – Golden Trailer Awards[144]
  - Miglior avventura fantastica
  - Candidatura per miglior blockbuster trailer estivo 2023
  - Candidatura per miglior teaser
- 2024 - Razzie Award[145]
  - Candidatura come peggior sequel
  - Candidatura per la peggior sceneggiatura a Jez Butterworth, John-Henry Butterworth, David Koepp e James Mangold